# Ivan Stojanov
Ivan Stojanov (bulharskou cyrilicí Иван Стоянов; 20. ledna 1949 Sofie – 10. prosince 2017) byl bulharský fotbalista, záložník.

## Fotbalová kariéra
Na Mistrovství světa ve fotbale 1974 nastoupil v utkání profi Holandsku. Celkem za bulharskou reprezentaci nastoupil v letech 1972-1974 v 19 utkáních. V bulharské lize hrál za Spartak Sofia a Levski Sofia. S Levski Sofia získal v letech 1970, 1974 a 1977 mistrovský titul. V Poháru mistrů evropských zemí nastoupil ve 2 utkáních, v Poháru vítězů pohárů nastoupil v 6 utkáních a v Poháru UEFA nastoupil v 10 utkáních.

## Ligová bilance
| Ročník                                | Zápasy | Góly | Klub          |
| ------------------------------------- | ------ | ---- | ------------- |
| 1. bulharská fotbalová liga 1967/1968 | -      | -    | Spartak Sofia |
| 1. bulharská fotbalová liga 1968/1969 | 3      | 0    | Levski Sofia  |
| 1. bulharská fotbalová liga 1969/1970 | 11     | 0    | Levski Sofia  |
| 1. bulharská fotbalová liga 1970/1971 | 8      | 0    | Levski Sofia  |
| 1. bulharská fotbalová liga 1971/1972 | 30     | 0    | Levski Sofia  |
| 1. bulharská fotbalová liga 1972/1973 | 32     | 1    | Levski Sofia  |
| 1. bulharská fotbalová liga 1973/1974 | 26     | 1    | Levski Sofia  |
| 1. bulharská fotbalová liga 1974/1975 | 24     | 1    | Levski Sofia  |
| 1. bulharská fotbalová liga 1975/1976 | 19     | 0    | Levski Sofia  |
| 1. bulharská fotbalová liga 1976/77   | 1      | 0    | Levski Sofia  |
| CELKEM 1. liga                        | 154    | 3    |               |